# Liste der Baudenkmale in Axstedt
In der Liste der Baudenkmale in Axstedt sind die Baudenkmale der niedersächsischen Gemeinde Axstedt und ihrer Ortsteile aufgelistet. Der Stand der Liste ist der 4. Dezember 2022. Die Quelle der Baudenkmale ist der Denkmalatlas Niedersachsen.

## Allgemein
In den Spalten befinden sich folgende Informationen:
- Lage: die Adresse des Baudenkmales und die geographischen Koordinaten. Kartenansicht, um Koordinaten zu setzen. In der Kartenansicht sind Baudenkmale ohne Koordinaten mit einem roten Marker dargestellt und können in der Karte gesetzt werden. Baudenkmale ohne Bild sind mit einem blauen Marker gekennzeichnet, Baudenkmale mit Bild mit einem grünen Marker.
- Bezeichnung: Bezeichnung des Baudenkmales
- Beschreibung: die Beschreibung des Baudenkmales. Unter § 3 Abs. 2 NDSchG werden Einzeldenkmale und unter § 3 Abs. 3 NDSchG Gruppen baulicher Anlagen und deren Bestandteile ausgewiesen.
- ID: die Objekt-ID des Baudenkmales
- Bild: ein Bild des Baudenkmales, ggf. zusätzlich mit einem Link zu weiteren Fotos des Baudenkmals im Medienarchiv Wikimedia Commons. Wenn man auf das Kamerasymbol klickt, können Fotos zu Baudenkmalen aus dieser Liste hochgeladen werden:

## Axstedt
| Lage                                       | Bezeichnung               | Beschreibung | ID       | Bild |
| ------------------------------------------ | ------------------------- | --- | -------- | ---- |
| Hauptstraße 13 53° 21′ 21″ N, 8° 46′ 10″ O | Wohn-/ Wirtschaftsgebäude | Giebelständiges Zweiständer-Hallenhaus von 1688 in Fachwerk mit Krüppelwalmdach in Reetdeckung, Wohnteil massiv, Wirtschaftsgiebel 1838 erneuert mit Vorschauer                                                                                        | 25084360 | BW   |
| Hauptstraße 15 53° 21′ 22″ N, 8° 46′ 8″ O  | Henriettenhof             | Zweiständer-Hallenhaus in Fachwerk mit Krüppelwalmdach in Reetdeckung und Niedersachsengiebel, Wohnteil massiv, Kerngerüst von 1706 (d), Giebel 1732 (d), 1732 und 1935 (i) Verlängerung                                                               | 25081971 | BW   |
| Hauptstraße 23 53° 21′ 31″ N, 8° 45′ 58″ O | Villa Henken              | Zweigeschossiger verputzter Massivbau von um 1905 mit bewegter Dachlandschaft, mit rundem, kupfergedecktem Turm und Fachwerkgiebeln | 25084374 | BW   |
| Hauptstraße 53° 21′ 19″ N, 8° 46′ 22″ O    | Kriegerdenkmal            | Monument aus dreifach abgestuften Natursteinsockel mit aufgesetztem Findling. Errichtet um 1920 als Denkmal für die Gefallenen des Ersten Weltkrieges 1914–18 von Axstedt; später ergänzt um die Namen der Gefallenen des Zweiten Weltkrieges 1939–45. | 25083428 | BW   |